# ジュマンジ/ウェルカム・トゥ・ジャングル
『ジュマンジ/ウェルカム・トゥ・ジャングル』（原題：Jumanji: Welcome to the Jungle）は、2017年にアメリカ合衆国で公開された3Dアクション・冒険映画。『ジュマンジ』シリーズの2作目。
1995年に公開された『ジュマンジ』の続編で、前作から20年後を舞台にゲームの中に閉じ込められた高校生たちの冒険を描いている。当初、公開日は2016年12月25日の予定だったが、最終的に2017年12月20日に決定した。日本では2018年4月6日に公開された。

## あらすじ
1996年、かつてアラン・パリッシュとサラ・ウィットルが川に投げ捨てた「ジュマンジ」が、とある海岸に打ち上げられる。偶然「ジュマンジ」を発見したヴリークは自宅に持ち帰り、息子アレックスに手渡すが、アレックスは古いボードゲームには興味を持たなかった。その日の夜、「ジュマンジ」はボードゲームからロムカセットに変化し、ゲームを始めたアレックスは行方不明になってしまう。
2016年、ブラントフォード高校の学生スペンサー、フリッジ、マーサ、ベサニーの4人はそれぞれ問題行動を起こしてベントレー校長に呼び出され、罰として地下室の掃除をするように言われる。掃除の途中で「ジュマンジ」のロムカセットの入ったゲーム機を発見した4人は掃除をサボって「ジュマンジ」をプレイしようとするが、4人はテレビ画面の中に吸い込まれ、それぞれ自分が選んだアバターとしてジャングルの中に放り出されてしまう。ゲームの世界に迷い込んだことに驚く4人はゲームの案内人ナイジェルに出会い、彼は「ヴァン・ペルトが盗み出した宝石をジャガーの石像に戻してジュマンジ世界を救って欲しい」とゲームのストーリーを説明し、宝石とジュマンジ世界の地図を手渡して「市場で欠けているピースを見付けるように」と指示を出して4人と別れる。直後に4人はヴァン・ペルトの手下に襲われ、そこで自分たちのライフが3つしかないことを知る。
市場に到着した4人は再びヴァン・ペルトの手下に襲われるが、そこでジュマンジ世界に閉じ込められていたアレックスに助け出される。4人はアレックスが住処にしているアラン・パリッシュの隠れ家に招かれる。アレックスはゲームをクリアしようとして2回死んでしまい、ゲームオーバーになるのが怖くてジュマンジ世界に留まっていることを告げる。4人はアレックスが「欠けているピース」だと気付き、5人で協力してゲームをクリアしようとする。5人はジャガーの石像に向かうため格納庫から乗り物を手に入れようとするが、そこでアレックスは自分がゲームの世界に20年間も閉じ込められていることを知り衝撃を受ける。4人に励まされたアレックスはヘリコプターを手に入れてジャガーの石像に向かうが、途中でフリッジが宝石を落としてしまい、スペンサーはフリッジのライフを犠牲にして宝石を取り戻す。無事に宝石を取り戻した5人だったが、アレックスがライフを失い死にかけ、ベサニーが自分のライフを渡して彼を救う。難関を乗り越えたスペンサーはマーサに自分の想いを伝え両想いとなり、ベサニーもアレックスに惹かれていく。
ジャガーの石像に到着した5人は最後のステージをクリアしようとするが、スペンサーはジャガーに襲われてライフが残り1つになり進むことを躊躇うが、フリッジに励まされてやる気を取り戻す。5人はフリッジの作戦に基きヴァン・ペルトの手下やジャガーを撃退するが、ベサニーがヴァン・ペルトに捕まってしまう。ベサニーはフリッジとアレックスに助け出され、スペンサーはマーサと協力して宝石をジャガーの石像に戻してゲームをクリアする。ゲームをクリアした5人の元にナイジェルが現れ、彼らを元の世界に戻す。
元の世界に戻った4人は、アレックスがいないことに気付きヴリーク邸に向かう。荒れ放題だったヴリーク邸は手入れの行き届いた屋敷に戻り、彼らはそこで大人になっていたアレックスと再会する。4人はジュマンジの冒険を経て友人となり元の学生生活に戻るが、地下室から再び「ジュマンジ」の太鼓の音が聞こえてきたため、彼らは「ジュマンジ」のロムカセットの入ったゲーム機を破壊する。

## キャスト
※括弧内は日本語吹替。
ジュマンジ世界
- スモルダー・ブレイブストーン博士  - ドウェイン・ジョンソン（楠大典）

スペンサーがゲームで扮したキャラ。筋骨隆々の大男。
- シェルドン・“シェリー”・オベロン教授 - ジャック・ブラック（高木渉）

ぺサニーがゲームで扮したキャラ。中年の太ったおじさんの容貌。唯一、ゲーム内では性別が違う人物。
- フランクリン・“マウス”・フィンバー - ケヴィン・ハート（伊藤健太郎）

フリッジがゲームで扮したキャラ。背が低い。
- ルビー・ラウンドハウス - カレン・ギラン（白石涼子）

マーサがゲームで扮したキャラ。美人。
- ジェファーソン・“シープレーン”・マクドノー - ニック・ジョナス（KENN）

操縦士。実は1996年に失踪したとされるアレックス。
- ラッセル・ヴァン・ペルト - ボビー・カナヴェイル（黒田崇矢）

聖なる宝石を盗んでジュマンジに呪いをかけた男。
- ナイジェル・ビリングスリー - リス・ダービー（江原正士）

陽気な案内人。
現実世界
- スペンサー・ギルピン - アレックス・ウルフ（木村良平）

オタク気質な高校生。
- ベサニー・ウォーカー - マディソン・アイズマン（M・A・O）

SNSが大好きな女子高生。
- アンソニー・“フリッジ”・ジョンソン - サーダリウス・ブレイン（武内駿輔）

アメフト部の高校生。
- マーサ・カプリー - モーガン・ターナー（水瀬いのり）

運動嫌いでシャイな性格。
- アレックス・ヴリーク - コリン・ハンクス（千葉進歩）、若いアレックス - メイソン・グッチオーニ（下川涼）

1996年にジュマンジの世界に吸い込まれた男。
- ヴリーク老人 - ティム・マシスン（森功至）
- ベントレー校長 - マーク・エヴァン・ジャクソン（仲野裕）
- ウェブ先生 - ミッシー・パイル（石塚理恵）

その他の日本語吹き替え - 下川涼、土井真理、髙梨愛、ふしだりほ、織部ゆかり、仲村かおり、斉藤こず恵、青山玲菜、俊藤光利、平修、西谷修一、須田祐介、吉田丈一郎、赤坂柾之、宮本淳、中澤星児、GO羽鳥
日本語版制作スタッフ - 演出 - 簑浦良平／字幕翻訳 - 松崎広幸／吹替翻訳 - 野口尊子／翻訳監修 - 今田利枝／録音・調整 - 黒崎裕樹、藤田寛大、水村真衣、石森健斗／日本語版コーディネーター - 齋藤学、野田笑子（グロービジョン）／Mixed at Culver City Sony Pictures Studio, CA／日本語版制作 - ソニー・ピクチャーズ・エンタテインメント、グロービジョン（株）

## 製作

### 企画

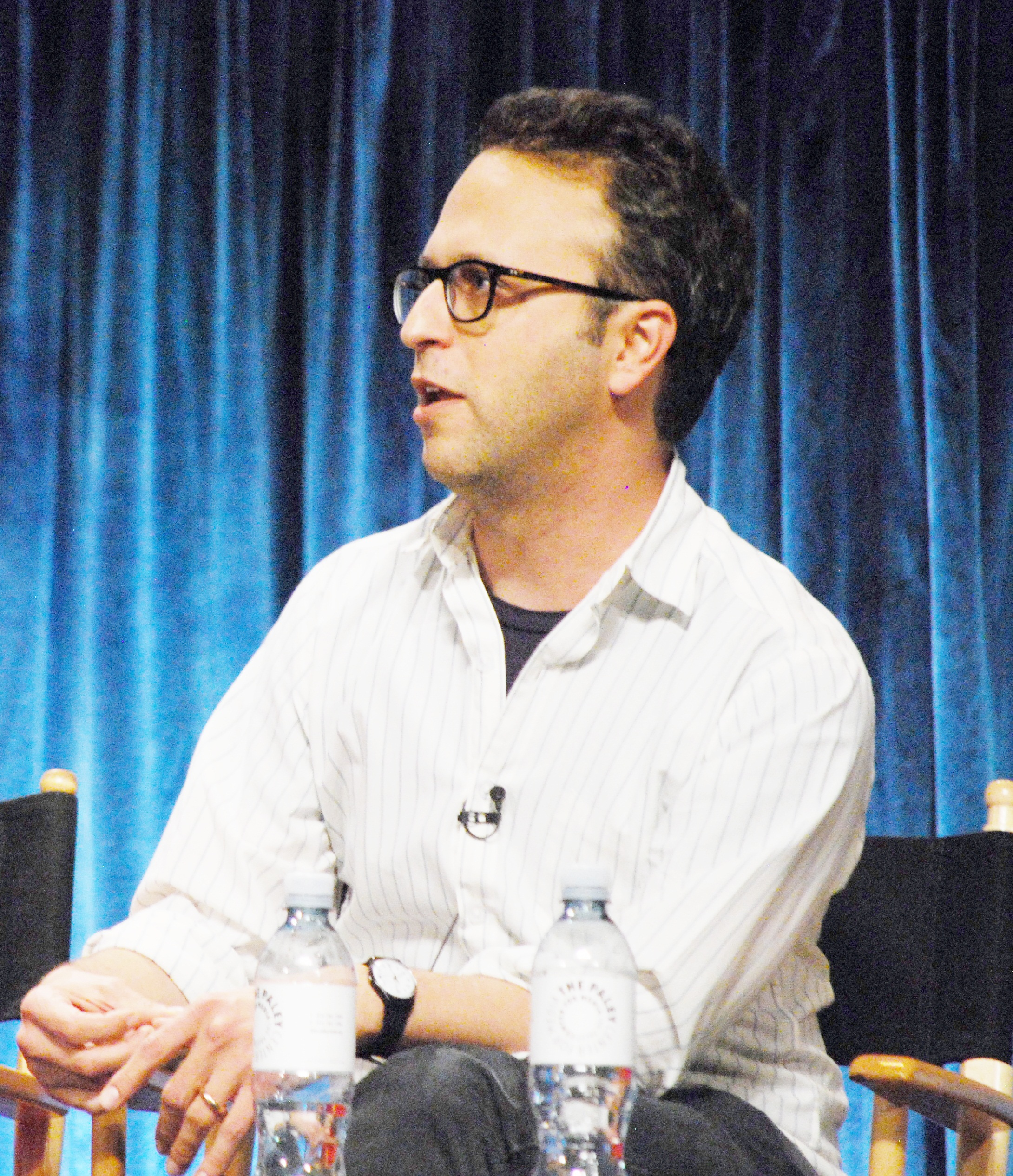
ジェイク・カスダン

2012年7月、コロンビア映画社長ダグ・ベルグラードはハリウッド・リポーターの取材に対し、「私たちは『ジュマンジ』をリ・イマジネーションし、最新の状態にアップグレードしようとしている」と述べ、新作を企画中であることを公表した。同年8月1日には、マシュー・トルマッハがウィリアム・タイトラーと共にリブート製作を担当することが判明した。
2015年8月5日、ソニー・ピクチャーズ エンタテインメントがリメイクを製作し、2016年12月25日公開を予定していることが発表された。これに対し、インターネット上では前作の主演ロビン・ウィリアムズの死去から1年あまりでのリメイク製作発表に批判の声が挙がった。また、前作に出演したブラッドリー・ピアースとE! Newsも「不必要で侮辱的だ」と批判している。10月23日には、スコット・ローゼンバーグが脚本を手直しするために起用された。
2016年1月14日、ジェイク・カスダンが監督を務めることが発表された。同月20日には、公開が2017年7月28日に変更になったことが発表された。音楽はジェームズ・ニュートン・ハワードが作曲する予定だったが、公開日が変更になった際にヘンリー・ジャックマンに交代することになった。ガンズ・アンド・ローゼズの"Welcome to the Jungle"がエンディングテーマとなっている。

### キャスティング
2016年4月16日にドウェイン・ジョンソンとケヴィン・ハートが出演する可能性が報じられ、ジョンソンはInstagramを通して出演することを発表した。7月にはジョンソン、ハートの他に、ジャック・ブラック、ニック・ジョナスが共演することが発表された。8月、ジョンソンは「映画はリブートではなく続編になる」と述べ、同月にカレン・ギランが出演することが発表された。9月20日にサーダリウス・ブレインとマディソン・アイズマンが、同月26日にはリス・ダービーとアレックス・ウルフが出演することが判明した。11月には、ボビー・カナヴェイルが悪役として出演することが発表され、12月にはティム・マシスンの出演が判明した。

### 撮影
2016年8月からハワイ州ホノルルで撮影が行われ、12月8日にジョージア州アトランタで撮影が終了した。舞台になるジャングルにはアラン・パリッシュ（前作でウィリアムズが演じたキャラクター）が残した家が登場し、アランが残した情報が物語で重要な役割を果たすという。ブラックはこれについて「彼（ウィリアムズ）は登場しないけれど、私たちを助けてくれる」と述べている。

## 評価

### 興行収入
北米では『グレイテスト・ショーマン』と同日に3,765スクリーンで公開され、公開週末の興行収入は6,000万ドルを記録すると予測されたが、製作側は4,500万ドルと予測していた。公開初日は720万ドル、2日目は740万ドルの興行成績を収め、6日間で7,200万ドルの興行成績を収めた。公開第2週には前週比39%増の5,060万ドルの興行収入を記録した。
公開第3週に『スター・ウォーズ/最後のジェダイ』を抜き、公開第9週には世界興行収入記録が9億ドルを超えた。これにより、ソニー・ピクチャーズ・エンタテインメントの独自製作・配給作品としては、『スパイダーマンシリーズ』の記録を越えて歴代1位の興行記録となった。

### 批評
Rotten Tomatoesには152件のレビューが寄せられ支持率78%、平均評価6.2/10となっており、「魅力的なキャストとユーモアを用い、オリジナルを楽しく面白いアップデートを行った」と批評している。Metacriticでは43件の批評に基づき58/100のスコアを与え、CinemaScoreでは「A-」評価となっている。
TheWrapのデイブ・ホワイトはキャストの演技を称賛し、「映画は契約上求められていた期待を覆すほどのファミリー・エンターテインメント映画で、楽しさと成功を提示するクリスマス・リリース作品です」と批評した。バラエティ誌のオーウェン・グレイバーマンは、「ドキドキ、ハラハラ、単純明快な楽しさ、巧みな作りのアクションシーン、そういったものは『ジュマンジ/ウェルカム・トゥ・ジャングル』には全編ほぼ見あたらない。真に迫ったビデオ版ボード（board）ゲームという設定だが、実際はただの退屈な（bored）ゲームにすぎない」と酷評している。

### 受賞・ノミネート
| 映画賞                       | 部門                     | 対象                                                                                           | 結果       | 出典   |
| ---------------------------- | ------------------------ | ---------------------------------------------------------------------------------------------- | ---------- | ------ |
| キッズ・チョイス・アワード   | フェイバリット映画賞     | ジュマンジ/ウェルカム・トゥ・ジャングル                                                        | 受賞       | [ 44 ] |
| キッズ・チョイス・アワード   | フェイバリット映画俳優賞 | ドウェイン・ジョンソン                                                                         | 受賞       | [ 44 ] |
| キッズ・チョイス・アワード   | フェイバリット映画俳優賞 | ケヴィン・ハート                                                                               | ノミネート | [ 44 ] |
| MTVムービー・アワード        | コメディ演技賞           | ジャック・ブラック                                                                             | ノミネート | [ 45 ] |
| MTVムービー・アワード        | 最優秀チーム賞           | ドウェイン・ジョンソン、ケヴィン・ハート、ジャック・ブラック、カレン・ギラン、ニック・ジョナス | ノミネート | [ 45 ] |
| サターン賞                   | ファンタジー映画賞       | ジュマンジ/ウェルカム・トゥ・ジャングル                                                        | ノミネート | [ 46 ] |
| ティーン・チョイス・アワード | コメディ映画賞           | ジュマンジ/ウェルカム・トゥ・ジャングル                                                        | ノミネート | [ 47 ] |
| ティーン・チョイス・アワード | コメディ女優賞           | カレン・ギラン                                                                                 | ノミネート | [ 47 ] |
| ティーン・チョイス・アワード | コメディ男優賞           | ドウェイン・ジョンソン                                                                         | 受賞       | [ 47 ] |
| ティーン・チョイス・アワード | コメディ男優賞           | ジャック・ブラック                                                                             | ノミネート | [ 47 ] |
| ティーン・チョイス・アワード | コメディ男優賞           | ケヴィン・ハート                                                                               | ノミネート | [ 47 ] |

## 続編
ジョンソン、ブラック、ジョナスはインタビューの中で、「ジュマンジ」ゲームの起源を描く第3作の可能性について述べている。また、ギランは本作の別エンディングでは、他の映画への扉が開かれる内容になっていたと述べている。
2018年2月、シリーズ第3作が製作されることが報じられた。監督や脚本家は続投について交渉段階、キャストは続投すると報じられており、2019年12月公開。

## テレビ放送
| 回 | 放送日        | 放送時間（JST）   | 放送局     | 放送枠          | 備考                                                 | 視聴率 |
| -- | ------------- | ----------------- | ---------- | --------------- | ---------------------------------------------------- | ------ |
| 1  | 2020年1月10日 | 金曜21:00 - 22:54 | 日本テレビ | 金曜ロードSHOW! | 地上波初放送 『ジュマンジ/ネクスト・レベル』公開記念 | 8.7%   |

- 視聴率はビデオリサーチ調べ、関東地区・世帯・リアルタイム。